# Gaëtan Karlen
Gaëtan Karlen, né le 7 juin 1993 à Sion en Suisse, est un ancien footballeur suisse évoluant au poste d'attaquant.

## Biographie
Fils de Léonard Karlen, double vainqueur de la Coupe de Suisse de football avec le FC Sion, Gaëtan Karlen naît le 7 juin 1993 à Sion. Son frère Grégory est également footballeur.

### En Club

#### FC Conthey puis FC Sion
Il découvre le football avec le FC Conthey où il joue en junior avant de rejoindre les rangs du FC Sion en 2004.

##### Prêt au FC Bienne (2014)
Karlen est prêté par le FC Sion quelques mois au FC Biel-Bienne. Il joue 19 matchs et marque 9 buts.

#### FC Thoune (2015)
Il est transféré au FC Thoune pour une partie de la saison 2015.

#### FC Biel-Bienne (2015-2016)
Il rejoint ensuite pour le reste de la saison 2015-2016 le FC Biel-Bienne.

#### Neuchâtel Xamax (2016-2020)
Karlen signe en 2016 à Neuchâtel Xamax FCS qui évolue alors en Challenge League. Il quitte Neuchâtel Xamax en 2020.

#### Retour au FC Sion (2020-2023)
À la fin de la saison 2019-2020, il signe un contrat au FC Sion, son club formateur. Il met fin à sa carrière à l'été 2023 et devient enseignant.

## Statistiques
| Saison                | Club                  | Championnat           | Championnat | Championnat | Coupe(s) nationale(s) | Coupe(s) nationale(s) | Total | Total |
| Saison                | Club                  | Division              | M.          | B.          | M.                    | B.                    | M.    | B.    |
| 2010-2011             | FC Sion M21           | 1re ligue             | 17          | 9           | -                     | -                     | 17    | 9     |
| 2011-2012             | FC Sion M21           | 1re ligue             | 21          | 5           | -                     | -                     | 21    | 5     |
| 2012-2013             | FC Sion M21           | 1re ligue promotion   | 22          | 12          | -                     | -                     | 22    | 12    |
| Sous-total            | Sous-total            | Sous-total            | 60          | 26          | -                     | -                     | 60    | 26    |
| 2012-2013             | FC Sion               | Super League          | 3           | 1           | -                     | -                     | 3     | 1     |
| 2013-2014             | FC Sion               | Super League          | 6           | 0           | 1                     | 2                     | 7     | 2     |
| 2013-2014             | FC Biel-Bienne (prêt) | Challenge League      | 17          | 9           | -                     | -                     | 17    | 9     |
| 2014-2015             | FC Sion               | Super League          | 8           | 0           | 1                     | 0                     | 9     | 0     |
| Sous-total            | Sous-total            | Sous-total            | 34          | 10          | 2                     | 2                     | 36    | 12    |
| 2014-2015             | FC Thoune             | Super League          | 16          | 2           | -                     | -                     | 16    | 2     |
| Sous-total            | Sous-total            | Sous-total            | 16          | 2           | -                     | -                     | 16    | 2     |
| 2015-2016             | FC Biel-Bienne        | Challenge League      | 17          | 4           | 1                     | 1                     | 18    | 5     |
| Sous-total            | Sous-total            | Sous-total            | 17          | 4           | 1                     | 1                     | 18    | 5     |
| 2016-2017             | Neuchâtel Xamax FCS   | Challenge League      | 36          | 17          | 2                     | 2                     | 38    | 19    |
| 2017-2018             | Neuchâtel Xamax FCS   | Challenge League      | 29          | 8           | -                     | -                     | 29    | 8     |
| 2018-2019             | Neuchâtel Xamax FCS   | Super League          | 15          | 2           | 1                     | 0                     | 16    | 2     |
| 2019-2020             | Neuchâtel Xamax FCS   | Super League          | 19          | 7           | 2                     | 1                     | 21    | 8     |
| Sous-total            | Sous-total            | Sous-total            | 99          | 34          | 5                     | 3                     | 104   | 37    |
| 2020-2021             | FC Sion               | Super League          | 34          | 9           | 2                     | 1                     | 36    | 10    |
| 2021-2022             | FC Sion               | Super League          | 21          | 2           | 2                     | 1                     | 23    | 3     |
| 2022-2023             | FC Sion               | Super League          | 5           | 0           | -                     | -                     | 5     | 0     |
| Sous-total            | Sous-total            | Sous-total            | 60          | 11          | 4                     | 2                     | 64    | 13    |
| Total sur la carrière | Total sur la carrière | Total sur la carrière | 286         | 87          | 12                    | 8                     | 298   | 95    |